# Литературная правка
Литературное редактирование (литературная правка, редакторская правка) — редакторский анализ, оценка и совершенствование литературной формы текста, при помощи правки текста.
Во многих текстах применяется просто слово «правка».

## Состав
Литературная правка (редактирование) включает в себя следующее составляющие:
- Исправление лексических ошибок и исправление нарушений норм словоупотребления;
- Стилистическая правка текста;
- Устранение логических ошибок в тексте, совершенствование его композиции (разбивка на смысловые фрагменты, последовательность изложения);
- Сокращение и переделка текста без изменения смысла (устранение повторов, лишних подробностей);
- Проверка фактического материала (источники, цитаты, термины, даты, названия и имена, цифры).
- Изменение написанного текста и повторяемых слов.
- Сокращение орфографических ошибок и стремление исправить помарки.